# Vice-amiral de France
Ne doit pas être confondu avec Vice-amiral (France).
Le Vice-Amiral de France est sous l'Ancien Régime un titre, un grade et une dignité de la Marine Royale se situant tout en haut de la hiérarchie militaire navale. Il ne faut pas confondre avec l'actuel grade de vice-amiral de la Marine nationale française.
Un règlement de 1669 définit la constitution de la hiérarchie militaire navale et institue deux Vice-Amirauté, celle du Ponant et celle du Levant. Les deux Vice-Amiraux sont théoriquement placés sous la hiérarchie directe de l'Amiral de France mais dans les faits, ils relèvent directement du Ministre de la Marine et du Roi. En effet la charge d'Amiral de France ne peut être occupée que par un prince de sang et dès la fin du XVIIème siècles ces derniers renoncent à exercer leur commandement. Ce sont donc les deux Vice-Amiraux qui commandent la Marine royale.
Les Vice-Amiraux prennent rang et siègent avec les Maréchaux de France lorsqu'ils sont en présence du Roi ou du Ministre. Il s'agit alors  d'une dignité équivalente à celle de Maréchal de France.
Les titres, grades et dignités de Vice-Amiral de France se sont éteints en 1792 avec la Révolution française. De 1669 à 1792, il y eut quinze Vice-Amiraux de France pour la Flotte du Levant et douze Vice-Amiraux de France pour la Flotte du Ponant.
Uniforme : les épaulettes du Vice-Amiral comprennent trois étoiles et il se démarque du Lieutenant général par un galon d’or tressé supplémentaire sur les manches et les poches.